# Parral
Parral, è un comune cileno di 37 822 abitanti della Provincia di Linares, (Regione del Maule) e il maggior centro abitato dopo il capoluogo provinciale.

## Dati
La città è localizzata nel mezzo di una fertile regione agricola, circa 350 km a sud della capitale Santiago, con la quale è collegata tramite la moderna autostrada "Carretera Panamericana" (Ruta 5 Sur).
Fondata nel 1795 da Ambrosio O'Higgins, (in quel tempo, Viceré del Peru), Parral è un importante centro agricolo della Regione del Maule. Secondo i dati del censimento del 2002, la popolazione della città ammontava a 27 000 persone circa e la popolazione rurale costituiva un 30% della popolazione totale del comune. Fra 1992 e 2002 si registra una tendenza alla riduzione della popolazione residente nel comune la quale passa da 38 067 abitanti a 37 822 abitanti (variazione di -0,6 per cento in dieci anni) mentre la popolazione residente nel capoluogo comunale ha segnato una crescita dell'8,1 per cento (24 416 a 26 397 abitanti) nello stesso periodo.
La città è conosciuta per essere stata il luogo di nascita di Pablo Neruda, poeta e Nobel per la letteratura nel 1971, diplomatico e politico di rilevanza internazionale.

## Profilo economico
Il comune di Parral rappresenta il più importante mercato risicolo del Cile.